# Danaë (Artemisia Gentileschi)
Danaë is een schilderij van Artemisia Gentileschi of haar vader Orazio Gentileschi, dat rond 1612 ontstaan is. De voorstelling van deze koningsdochter uit de Griekse mythologie  is met olieverf op koper geschilderd. Het werk was lang in privébezit voordat het Saint Louis Art Museum het in 1986 aankocht.

## Danaë
Danaë was de dochter van Akrisios, koning van Argos. Een orakel had Akrisios voorspeld dat hij door zijn kleinzoon vermoord zou worden. Om dit te voorkomen sloot hij zijn dochter in een bronzen kamer op. Daar wist Zeus, berucht om zijn vele amoureuze escapades, haar in de gedaante van een gouden regenbui toch te vinden en zwanger te maken. Zij zou een gezonde jongen ter wereld brengen, de mythische held Perseus, die later inderdaad per ongeluk zijn grootvader vermoordde.
Tijdens de barok zijn er bijzonder veel schilderijen gemaakt van Danaë door grote meesters als Titiaan, Tintoretto en Rembrandt. Zij stelden de aanwezigheid van Zeus daarbij vaak voor met gouden munten die uit de hemel vallen.

## Voorstelling
De voorgrond van het schilderij wordt volledig in beslag genomen door de naakte Danaë op een bed. Met haar rechter vuist omklemt ze enkele gouden munten. Ook in haar schoot zijn wat geldstukken gevallen. Zij staan symbool voor de gemeenschap met Zeus die het meisje ondergaat. Het werk krijgt hierdoor een sterke erotische lading, wat in veel andere voorstellingen van Danaë minder sterk het geval is. Ook op een schilderij van Tintoretto vallen enkele munten in de schoot van de koningsdochter, maar deze lijkt daaraan geen genot te ontlenen. 
Op de achtergrond staat een bediende, duidelijk overgenomen van een schilderij van Titiaan, die de gouden munten in haar jurk opvangt. In veel oudere werken nam de koningsdochter deze pose zelf aan. De kleding en de hoofddoek van de meid contrasteren met Danaë's naaktheid, die nog onderstreept wordt door de lange gouden lokken die langs haar arm naar beneden vallen.
Er bestaat een opvallende gelijkenis tussen deze Danaë en een schilderij van Cleopatra van de hand van Orazio of Artimisia Gentileschi. Ook bij dat werk is de toeschrijving omstreden. Dat vindt zijn oorzaak in de intensieve samenwerking tussen vader en dochter in deze periode. Hun werken lijken hierdoor sterk op elkaar. Artemisia was nog geen twintig jaar oud en had haar opleiding genoten in het atelier van haar vader. Hij had haar kennis laten maken met Caravaggio's chiaroscuro, dat ook op Danaë tot uitdrukking komt. Ook het gebruik van de juiste pigmenten voor de vleeskleuren en het aanbrengen van opeenvolgende sluiers van kleur was een les die Artemisia van haar vader leerde.

## Afbeeldingen

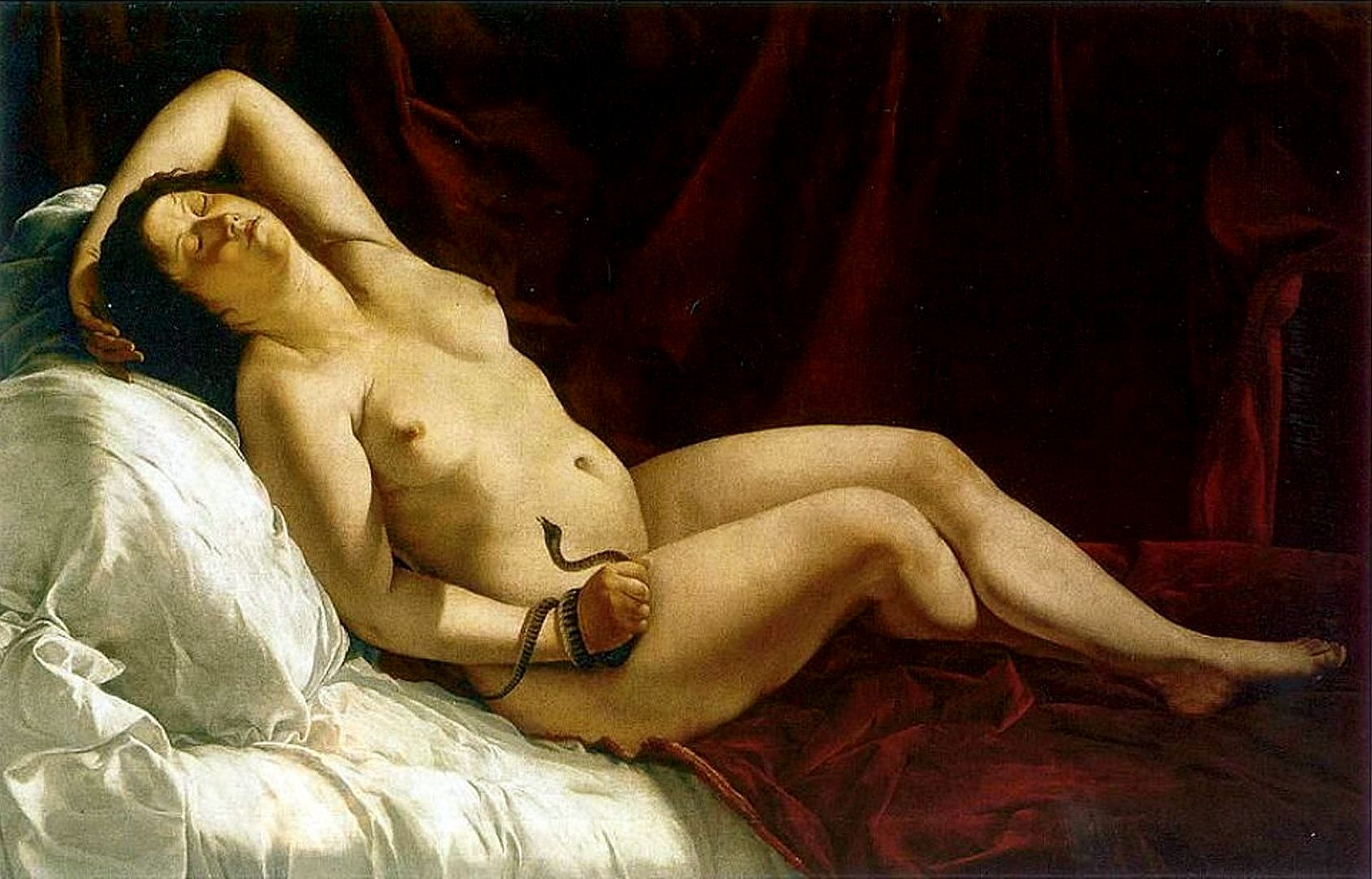
Cleopatra
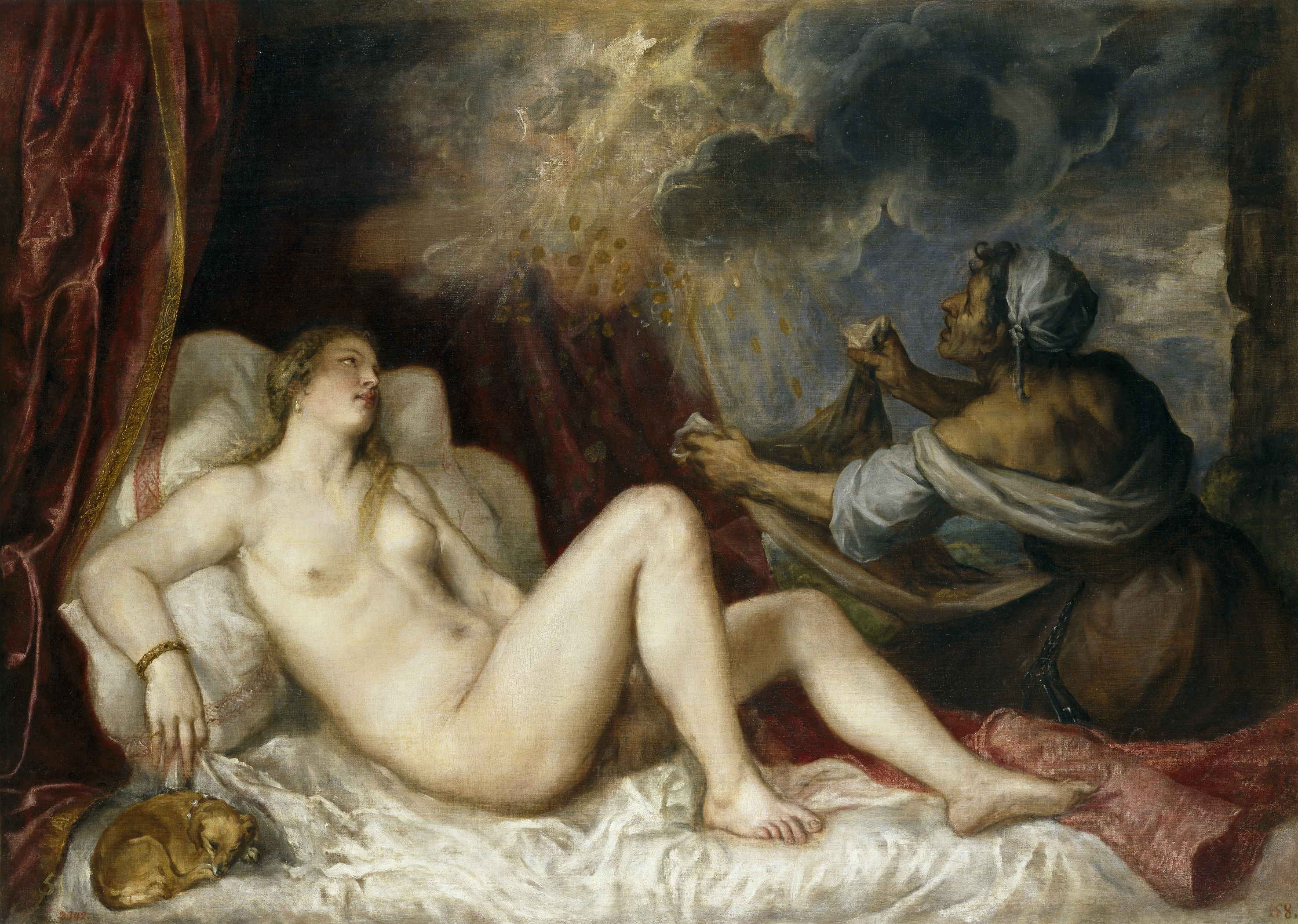
Danaë - Titiaan
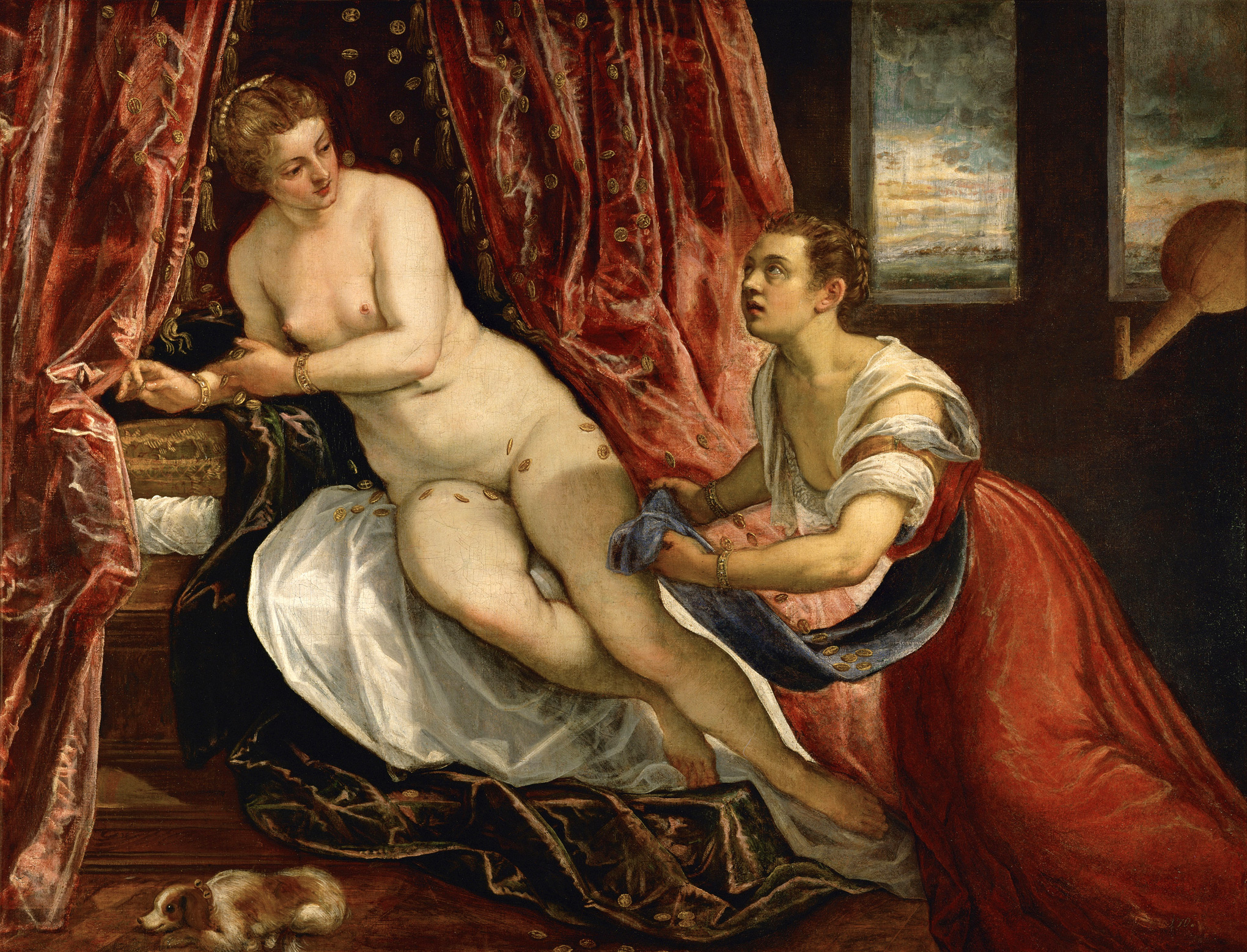
Danaë - Tintoretto